# 康定龙蜥
康定龙蜥（学名：Diploderma kangdingense）也称康定攀蜥，一种于中国四川省甘孜藏族自治州康定市普沙绒乡雅砻江河谷地区发现的爬行动物，隶属于鬣蜥科（飞蜥科）龙蜥属。

## 名称
2020年部分中国学者建议将 Japalura 的中文名改为“龍蜥屬”，而将 Diploderma 的中文属名改名为“攀蜥屬”。故本种在发表的文献中称为“康定攀蜥”。然而也有学者反对这种不必要的中文名变更，建议维持物种中文名的稳定性。然而在中国科学院昆明动物研究所研究人员主编的《2022年中国两栖、爬行动物分类变动汇总》中未接受该建议，仍将 Diploderma 称为“龙蜥属”，本种被称为“康定龙蜥”。